# Нурмухамбетова, Анна Сагтановна
Анна Сагтановна Нурмухамбетова (род. 28 июля 1993 года) — казахстанская тяжёлоатлетка, бронзовый призёр Олимпийских игр 2012 года, чемпионка Азии 2013 года, мастер спорта Республики Казахстан международного класса.

## Карьера
Анна родилась в Костанайской области, воспитывалась в детском доме, потом переехала в Кокшетау, где тренировалась в областной спортивной школе.
Личный тренер — Шевченко Сергей Петрович.
Чемпионка Азии среди девушек до 17 лет 2010 года в г. Ташкенте (Узбекистан), 13-место чемпионат мира 2010 года (Анталия), серебряный призёр ЧМ среди юниоров до 20 лет 2011 года в Малайзии.
Участница Олимпийских игр 2012 года в Лондоне. Подняв 115 кг в рывке и 136 кг в толчке, с суммой 251 кг стала пятой в категории до 69 кг. Позднее в результате дисквалификаций и перераспределения наград стала серебряным призёром Олимпийских игр.